# مارك تورنر (لغوي)
مارك تورنر (بالإنجليزية: Mark Turner)‏ هو لغوي أمريكي، ولد في 24 مارس 1954.

## وصلات خارجية
- الموقع الرسمي